# オーブリー・フィッツクラレンス (第4代マンスター伯爵)

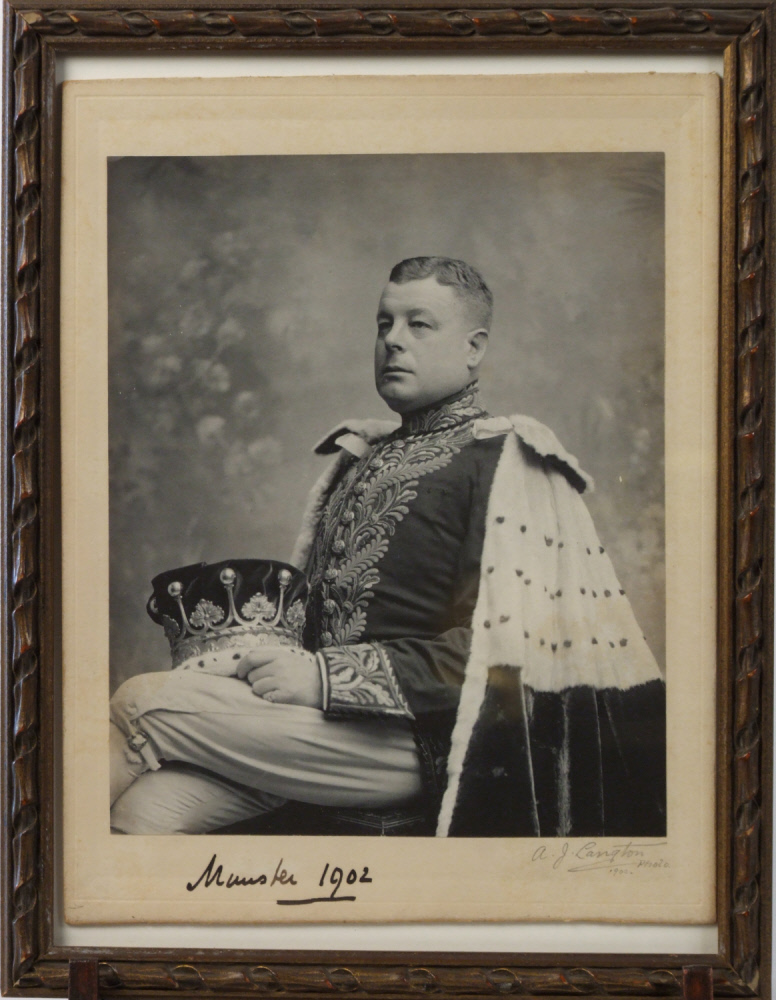
アーサー・ジェームズ・ラントン（Arthur James Langton）による肖像写真、1902年撮影。

第4代マンスター伯爵オーブリー・フィッツクラレンス（英語: Aubrey FitzClarence, 4th Earl of Munster、1862年6月7日 – 1928年1月1日）は、イギリスの貴族。

## 生涯
第2代マンスター伯爵ウィリアム・ジョージ・フィッツクラレンスと妻ウィルヘルミナ（旧姓ケネディ＝アースキン、1830年6月27日 – 1906年10月9日、ジョン・ケネディ＝アースキン閣下と妻オーガスタの間の娘）の息子として、1862年7月18日に生まれた。父方の祖父ジョージ・オーガスタス・フレデリックと母方の祖母オーガスタは国王ウィリアム4世の庶子だった。
1885年よりヴィクトリア女王のジェントルマン・アッシャーを務め、ジェントルマン・アッシャーとして1886年5月4日の植民地・インド博覧会開幕式、1887年6月21日のヴィクトリア女王即位50年記念（ザクセン＝ヴァイマル＝アイゼナハ大公カール・アレクサンダーの付き添いとして）、1892年1月20日のクラレンス公アルバート・ヴィクター葬式、1893年7月6日のヨーク公ジョージ（のちの国王ジョージ5世）とメアリー・オブ・テックの結婚式に出席した。
1901年のエドワード7世即位にあたり、同年7月23日にジェントルマン・アッシャーを再任した。1902年2月2日に兄ジェフリー・ジョージ・ゴードンが死去すると、マンスター伯爵位を継承した。同2月7日までにジェントルマン・アッシャーを辞任した。
1902年8月9日、エドワード7世と王妃アレクサンドラの戴冠式に出席した。1911年6月22日、ジョージ5世と王妃メアリーの戴冠式に出席した。
1928年1月1日に死去、弟ハロルド・エドワードの息子ジェフリー・ウィリアム・ヒューが爵位を継承した。